# Besapara Hill
Besapara Hill är en kulle i Antarktis. Den ligger i Sydshetlandsöarna. Argentina, Chile och Storbritannien gör anspråk på området. Toppen på Besapara Hill är 39 meter över havet.
Terrängen runt Besapara Hill är varierad. Havet är nära Besapara Hill åt nordost. Trakten är glest befolkad. Närmaste befolkade plats är Maldonado Station, 19,9 kilometer norr om Besapara Hill. 